# Блеквілл (Південна Кароліна)
Блеквілл (англ. Blackville) — місто (англ. town) в США, в окрузі Барнвелл штату Південна Кароліна. Населення — 1923 особи (2020).

## Географія
Блеквілл розташований за координатами 33°20′52″ пн. ш. 81°17′42″ зх. д. / 33.34778° пн. ш. 81.29500° зх. д. (33.347761, -81.294936).  За даними Бюро перепису населення США в 2010 році місто мало площу 23,40 км², з яких 23,13 км² — суходіл та 0,26 км² — водойми.

## Демографія
Згідно з переписом 2010 року, у місті мешкало 2406 осіб у 929 домогосподарствах у складі 601 родини. Густота населення становила 103 особи/км².  Було 1166 помешкань (50/км²).
Расовий склад населення:
| - 78,0 % — чорних або афроамериканців - 19,2 % — білих - 0,2 % — корінних американців - 0,1 % — азіатів - 1,1 % — осіб інших рас |

До двох чи більше рас належало 1,4 %. Частка іспаномовних становила 3,4 % від усіх жителів.
За віковим діапазоном населення розподілялося таким чином: 27,7 % — особи молодші 18 років, 58,9 % — особи у віці 18—64 років, 13,4 % — особи у віці 65 років та старші. Медіана віку мешканця становила 36,9 року. На 100 осіб жіночої статі у місті припадало 85,8 чоловіків;  на 100 жінок у віці від 18 років та старших — 79,0 чоловіків також старших 18 років.
Середній дохід на одне домашнє господарство  становив 33 569 доларів США (медіана — 22 413), а середній дохід на одну сім'ю — 39 353 долари (медіана — 31 681). За межею бідності перебувало 35,9 % осіб, у тому числі 54,1 % дітей у віці до 18 років та 15,3 % осіб у віці 65 років та старших.
Цивільне працевлаштоване населення становило 752 особи. Основні галузі зайнятості: освіта, охорона здоров'я та соціальна допомога — 22,5 %, виробництво — 21,8 %, транспорт — 17,8 %.